# Lazenay
Lazenay és un municipi francès, situat al departament de Cher i a la regió de Centre – Vall del Loira. L'any 2007 tenia 353 habitants.

## Demografia

### Població
El 2007 la població de fet de Lazenay era de 353 persones. Hi havia 142 famílies, de les quals 36 eren unipersonals (16 homes vivint sols i 20 dones vivint soles), 51 parelles sense fills, 51 parelles amb fills i 4 famílies monoparentals amb fills.
La població ha evolucionat segons el següent gràfic:
Habitants censats

### Habitatges
El 2007 hi havia 179 habitatges, 144 eren l'habitatge principal de la família, 21 eren segones residències i 14 estaven desocupats. 171 eren cases i 8 eren apartaments. Dels 144 habitatges principals, 100 estaven ocupats pels seus propietaris, 40 estaven llogats i ocupats pels llogaters i 4 estaven cedits a títol gratuït; 10 tenien dues cambres, 23 en tenien tres, 45 en tenien quatre i 67 en tenien cinc o més. 112 habitatges disposaven pel capbaix d'una plaça de pàrquing. A 54 habitatges hi havia un automòbil i a 72 n'hi havia dos o més.

### Piràmide de població
La piràmide de població per edats i sexe el 2009 era:
| Homes | Edats   | Dones |
| ----- | ------- | ----- |
| 0     | 95 o +  | 0     |
| 0     | 90 a 94 | 0     |
| 8     | 85 a 89 | 4     |
| 0     | 80 a 84 | 8     |
| 8     | 75 a 79 | 4     |
| 4     | 70 a 74 | 0     |
| 16    | 65 a 69 | 16    |
| 8     | 60 a 64 | 12    |
| 0     | 55 a 59 | 0     |
| 4     | 50 a 54 | 4     |
| 28    | 45 a 49 | 4     |
| 0     | 40 a 44 | 16    |
| 20    | 35 a 39 | 16    |
| 20    | 30 a 34 | 12    |
| 4     | 25 a 29 | 16    |
| 4     | 20 a 24 | 8     |
| 8     | 15 a 19 | 16    |
| 4     | 10 a 14 | 16    |
| 12    | 5 a 9   | 4     |
| 28    | 0 a 4   | 8     |

## Economia
El 2007 la població en edat de treballar era de 228 persones, 175 eren actives i 53 eren inactives. De les 175 persones actives 155 estaven ocupades (92 homes i 63 dones) i 21 estaven aturades (9 homes i 12 dones). De les 53 persones inactives 14 estaven jubilades, 19 estaven estudiant i 20 estaven classificades com a «altres inactius».

### Ingressos
El 2009 a Lazenay hi havia 152 unitats fiscals que integraven 353,5 persones, la mediana anual d'ingressos fiscals per persona era de 17.708 €.

### Activitats econòmiques
Dels 14 establiments que hi havia el 2007, 1 era d'una empresa alimentària, 4 d'empreses de construcció, 4 d'empreses de comerç i reparació d'automòbils, 1 d'una empresa d'hostatgeria i restauració, 1 d'una empresa immobiliària i 3 d'empreses de serveis.
Dels 5 establiments de servei als particulars que hi havia el 2009, 1 era un taller de reparació d'automòbils i de material agrícola, 1 guixaire pintor, 1 fusteria, 1 lampisteria i 1 electricista.
L'any 2000 a Lazenay hi havia 18 explotacions agrícoles.

## Equipaments sanitaris i escolars
El 2009 hi havia una escola elemental integrada dins d'un grup escolar amb les comunes properes formant una escola dispersa.

## Poblacions més properes
El següent diagrama mostra les poblacions més properes.